# Unexpand
unexpand je příkaz v unixových systémech, která je používán ke konverzi skupin znaků mezer na tabulátory.

## Příklad
```
$
 
echo
 
"                 asdf sdf"
 
|
 
unexpand
 
|
 
od
 
-c

0000000
  
\t
  
\t
       
a
   
s
   
d
   
f
       
s
   
d
   
f
  
\n

0000014

$
 
echo
 
"                 asdf sdf"
 
|
 
od
 
-c

0000000

0000020
       
a
   
s
   
d
   
f
       
s
   
d
   
f
  
\n

0000032

```

Ve výše uvedeném příkladu příkaz echo vytiskne řetězec textu, který obsahuje několik po sobě jdoucích mezer. Poté je výstup směrován do příkazu unexpand. Výsledný výstup je zobrazen pomocí oktalového výpisového příkazu od. Na druhém řádku je stejný výstup směrovaný pouze na příkaz od. Jak lze vypozorovat z těchto dvou výpisů, tak unexpand program konvertuje 8 mezer do jednoho tabulátoru (zobrazených jako '\t').